# 古索拉
古索拉（義大利語：Gussola），是意大利克雷莫纳省的一个市镇。总面积25平方公里，人口2981人，人口密度119.2人/平方公里（2009年）。国家统计（ISTAT）代码为019052。